# Scindapsus hederaceus
Scindapsus hederaceus  Miq. – gatunek wieloletnich, wiecznie zielonych pnączy z rodziny obrazkowatych, pochodzących z Indochin oraz zachodniej i środkowej Azji Południowo-Wschodniej.